# Werner Alajos
Werner Alajos (Újkécske, 1905. július 14. – Budapest, 1978. november 8.) római katolikus lelkész, zenepedagógus.

## Élete
Pozsonyban végezte tanulmányait, majd az érettségi után Győrött kispapnak jelentkezett, de elutasították. Mikes János szombathelyi püspök azonban felfigyelt jó zenei tehetségére, így engedélyezte, hogy hittudományi és zenei tanulmányokat folytasson. 1928. június 17-én pappá szentelték. Mikes püspöknek köszönhetően Rómába került, ahol 1933-ig magasfokú zenei tanulmányokat folytatott. Egy rövid időre hazatért, 1931-ben, amikor teológiai doktorátust szerzett. 1934-ben hazatért Szombathelyre, ahol elkezdte szervezni 8-14 éves fiúkból később híressé vált kórusát, a Schola Cantorum Sabariensist.
1936-tól a Zeneakadémia egyházzenei tanszékén előadásokat tartott, ekkor került jó barátságba Kodály Zoltánnal. 1938-ban kórusával fellépett a Budapesten rendezett 34. Eucharisztikus világkongresszuson, amely nemzetközi hírnevet szerzett nekik, a második világháború azonban megakadályozta, hogy még híresebbek legyenek. A pápai követ Eugenio Pacelli bíboros (aki egy év múlva XII. Piusz néven pápa lett) aranyórát adományozott nekik jutalmul, ezt nem sokkal később Werner zálogházba adta, az így kapott pénzt pedig szétosztotta a szegények közt. 1944-ben Budapestre költözött, ahol tanári állást kapott. Azonnal megkezdte a Schola Regia kórus kiépítését. A kórustagokkal a próbákat a lebombázott és félig romba dőlt házakban tartotta.
1946. január 10-én ő gyóntatta meg, majd kísérte a vesztőhelyre Bárdossy László volt magyar királyi miniszterelnököt, akit a népbíróság halálra ítélt.
1948-ban a Regnum Marianum hitoktató központ házfőnöke lett, egy év múlva azonban a kommunista hatalom megszüntette a közösséget, így Werner Alajost Máriaremetére helyzeték káplánként és kántorként. Természetesen ott is kiépített egy kórust, amellyel nagy sikert aratott.
A Regnum Marianum közösség azonban illegalitásban is működött és Werner is tagja volt, így 1961. február 6-án 68 paptársával együtt letartóztatták és 5 év börtönre ítélték. Az 1963-ban kihirdetett általános amnesztiával szabadult, de 1964-ben újra letartóztatták és újra 5 év börtönre ítélték. 1967-ben amnesztiával szabadult. A második Regnum-per vádlottjaként 1967-ben letartóztatták. 1968-ig volt börtönben, ott írta meg Mercedes-miséjét a Fogolykiváltó Boldogasszony tiszteletére, amely a 2. leggyakrabban használt ordinárium hazánkban a római katolikus miséken. Kiszabadulása után részt vett a második vatikáni zsinatot követő reformmozgalmakban, amely az ő részéről abból állt, hogy több társával együtt részt vett a liturgikus énekek magyarra fordításában.
A sok börtön azonban megviselte, így hamar ágynak esett, majd szívinfarktus következtében 1978. november 8-án elhunyt. Előbb Lékai László bíboros celebrálásával a Farkasréti temetőben temették el, majd Máriaremetén helyezték örök nyugalomra a kegytemplom melletti kertben.
Tiszteletére a szombathelyi székesegyház kórusát róla nevezték el.
2018-ban posztumusz Klebelsberg-díjat kapott a pesthidegkúti városrészi önkormányzattól. 

## Kötetei
- Az éneklő egyház; szerzői, Szombathely, 1937
- Éneklő élet; Magyar Kórus, Budapest, 1947
- Utasítások és rendelkezések egyházi hangversenyek rendezésére; Witz, Budapest, 1947
- Hozsanna! Teljes kótás ima- és énekeskönyv a Harmat-Sík "Szent vagy, Uram!" énektár összes énekeivel, kibővítve más régi dallamokkal. Az imarészt Werner Alajos állította össze; Magyar Kórus, Budapest, 1948
- Harmat Artúr–Werner Alajos: Cantus cantorum. Szertartáskönyv karnagyok, kántorok számára; Magyar Kórus, Budapest, 1948
- Hozsanna! Teljes kottás népénekeskönyv a Harmat-Sík "Szent vagy, Uram!" énektár énekeivel, kibővítve más régi és újabb magyar és gregorián dallamokkal; szerk. Bárdos Lajos, Werner Alajos; átdolg., bőv. kiad.; Szt. István Társulat, Budapest, 1973
- Nagy hozsanna! Teljes kottás ima- és énekeskönyv a Harmat-Sík "Szent vagy, Uram!" énektár összes énekeivel, kibővítve más régi és újabb magyar és gregorián dallamokkal, valamint a szentmise olvasmányközi énekeivel. Imarészét Werner Alajos áll. össze; 1946-os eredeti kiadvány szerint, de a liturgikus reform alapján átdolg. és bőv. kiad.; magánkiadás, Budapest, 2000
- Keresztút az oltáriszentség előtt; ill. Haranghy Jenő; Szt. István Társulat, Budapest, 2009